# Ptychopariida
Ptychopariida é uma ordem de artrópodes pertencente à classe Trilobita. O grupo surgiu no Cambriano e extinguiu-se no Ordoviciano.

## Superfamílias
- Subordem Ptychopariina
  - Superfamília Ellipsocephaloidea
  - Superfamília Ptychoparioidea
- Subordem Olenina